# Pterocuma
Pterocuma — рід кумових ракоподібних родини Pseudocumatidae. Рачки поширені у Середземному, Чорному та Каспійському морі.

## Види
Рід містить 4 види:
- Pterocuma grande
- Pterocuma pectinatum
- Pterocuma rostratum
- Pterocuma sowinskyi